# Eucereon juruana
Eucereon juruana là một loài bướm đêm thuộc phân họ Arctiinae, họ Erebidae.